# Gianluca Zambrotta
Gianluca Zambrotta (Como, 19 febbraio 1977) è un dirigente sportivo, allenatore di calcio ed ex calciatore italiano, di ruolo difensore o centrocampista.
Considerato uno dei più forti terzini della propria generazione, con la nazionale italiana è stato campione del mondo nel 2006 e vicecampione d'Europa nel 2000. Dalla stagione 2006-2007 al termine della stagione 2016-2017 è stato anche presidente onorario del Como, squadra nella quale è cresciuto, venendo poi sostituito da Enzo Angiuoni a partire dalla successiva stagione 2017-2018.

## Biografia
Nasce a Como da Alberto, di origini campane, e da Luisella, di origini comasche. Cresce nella zona di Rebbio, dove inizia a giocare a calcio nell'Alebbio 1954, ed è sposato con la modella napoletana Valentina Liguori; il 1º agosto 2012 è nato il primogenito della coppia, di nome Riccardo.
Contemporaneamente alla carriera calcistica è riuscito a diplomarsi, nel 1996, conseguendo il diploma di perito tessile. 
Dal 2012 è opinionista televisivo presso l'emittente svizzera italiana RSI in occasione delle partite della Champions League. Dal 2015 diventa opinionista su Mediaset Premium.
L'11 settembre 2009 a Rebbio (frazione di Como) viene inaugurato un campo di calcio in erba sintetica donato da lui stesso all'US Alebbio e all'Oratorio di Rebbio, squadra nella quale egli ha cominciato a giocare. Il campo prima era uno sterrato.
A San Fermo della Battaglia, paese alle porte di Como, Zambrotta ha realizzato un centro sportivo denominato "Eracle Sports Center", inaugurato nel 2014.
Il 21 maggio 2014 è uscita la sua autobiografia, Una vita da terzino, edita da Kowalski-Feltrinelli, scritta con Paolo Fontanesi.
Il 7 dicembre 2015 vince Monte Bianco - Sfida verticale, reality show di Rai 2.
Nell’agosto del 2018 è testimonial del lancio di DAZN, nuova piattaforma che trasmetterà alcune partite della Serie A. Due anni dopo arriva come opinionista di A tutta rete su Rai 2 alla domenica pomeriggio. Nel giugno del 2021, oltre a essere opinionista di Dribbling su Rai 2 per l’Europeo, insieme a Lele Adani, Massimo Ambrosini e Marco Materazzi partecipa a 100% Fuoriclasse, una nuova rubrica lanciata sul sito della Gazzetta.
Successivamente nell'inverno del 2022, partecipa a Back to School, programma condotto da Nicola Savino su Italia 1. Nel 2025 è opinionista per TV8 in occasione della semifinale di Champions Inter-Barcellona.

## Caratteristiche tecniche

### Giocatore
Potenza fisica e resistenza erano le sue doti migliori. Destro naturale, era un calciatore duttile, capace di calciare con entrambi i piedi. Affermatosi come esterno offensivo al Bari, passato alla Juve venne schierato esterno destro di centrocampo nel 3-5-2 di Carlo Ancelotti e, in seguito, terzino sinistro da Marcello Lippi in una difesa a 4. Abile in fase offensiva e difensiva, durante i suoi anni alla Juventus si fa notare come un calciatore bravo tecnicamente e tatticamente, veloce e con un buon controllo di palla.

## Carriera

### Giocatore

#### Club

##### Como e Bari

Zambrotta in azione al Bari nel 1998

Cresciuto nelle giovanili del Como, nei primi anni della sua carriera ha ricoperto ruoli offensivi come esterno di centrocampo o ala. L'esordio nel mondo del calcio professionistico è avvenuto nel 1994 nella sua città natale. Zambrotta è rimasto per tre stagioni al Como, giocando in Serie B e in Serie C1.
Nel 1997 è passato al Bari, dove a 20 anni ha esordito in Serie A il 31 agosto 1997 in Bari-Parma (0-2). Con la squadra pugliese si è messo in luce sia per le sue ottime qualità tecniche che per le sue qualità tattiche. Nella formazione barese veniva impiegato da jolly d'attacco o da esterno di centrocampo. Zambrotta ha disputato 2 ottime stagioni con il Bari, tanto da guadagnarsi la chiamata in nazionale e l'attenzione dei grandi club.

##### Juventus

Zambrotta in azione alla Juventus nella stagione 2002-2003

Nel 1999 è stato ingaggiato dalla Juventus per la cifra di 27 miliardi di lire, vincendo al primo anno l'Intertoto. Con il ritorno di Marcello Lippi in panchina, è stato impiegato nel ruolo di terzino sinistro ed, in tale posizione, ha potuto esprimersi ai massimi livelli fino a diventare un difensore di caratura mondiale.
Durante la permanenza dell’allenatore viareggino, ha conquistato due scudetti e due Supercoppe italiane, nel 2002 e 2003. Ha inoltre giocato la finale di Champions League contro il Milan, che ha visto la Juventus uscire sconfitta ai calci di rigore al termine di una partita molto equilibrata. Viene inserito nella lista dei giocatori eleggibili per il Pallone d'oro 2003, riconoscimento che verrà assegnato al suo compagno di squadra Pavel Nedvěd.
Terminato il secondo ciclo vincente di Marcello Lippi, anche nel biennio di Fabio Capello ha mantenuto il suo status di titolare e si è distinto per le sue ottime prestazioni, nelle annate in cui la Juventus si vedrà revocare gli scudetti (2005 e 2006) a seguito dello scandalo Calciopoli.

##### Barcellona
Il 21 luglio 2006, a 29 anni, Zambrotta ha lasciato la Juventus per andare a giocare in Spagna, acquistato dal Barcellona per 14 milioni di euro, insieme al compagno di squadra Lilian Thuram.

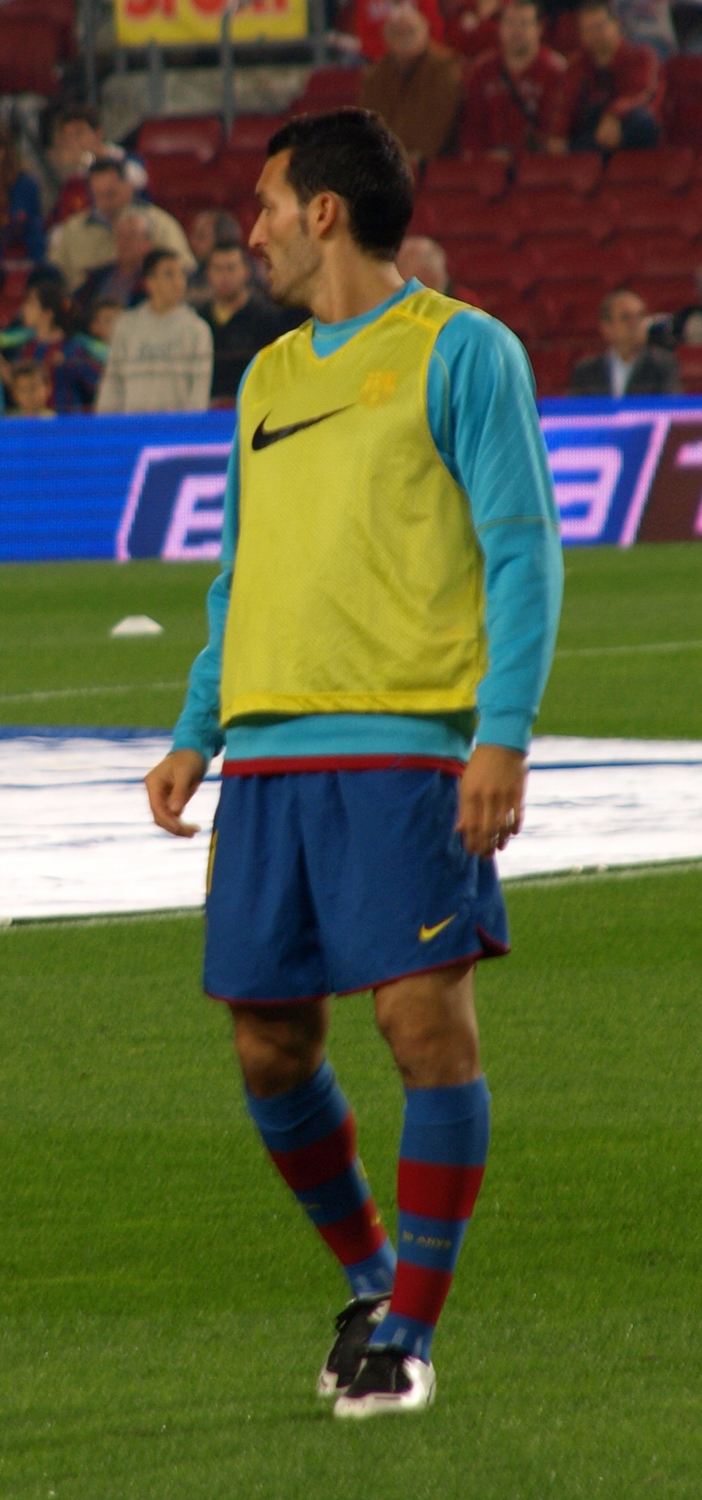
Zambrotta in riscaldamento prepartita con il Barcellona nel 2007

Nel Barcellona è stato impiegato dal tecnico Frank Rijkaard prevalentemente come terzino destro. Ha disputato la prima partita con la nuova maglia il 13 agosto 2006 in amichevole contro i New York Red Bulls e ha esordito in partite ufficiali il 17 agosto 2006 in Supercoppa di Spagna nel derby con l'Espanyol, subentrando all'81' a Puyol. Ha segnato il primo gol con la maglia blaugrana il 17 marzo 2007 in Recreativo Huelva-Barcellona 0-4.
Durante la militanza nel Barcellona, nel dicembre 2006, è stato nominato presidente onorario del Como.

##### Milan
Dopo un insistente circolare di voci di calciomercato durato per alcuni mesi, il giocatore ha lasciato il Barcellona il 31 maggio 2008 per approdare al Milan per la cifra di 9 milioni di euro (più altri 2 nel caso in cui il Milan concludesse il campionato 2008-2009 almeno al terzo posto).
Ha esordito in partite ufficiali con la maglia rossonera il 31 agosto 2008 in Milan-Bologna 1-2, prima giornata della Serie A 2008-2009. Il 21 settembre 2008 ha segnato il suo primo gol ufficiale con la maglia rossonera nel posticipo della terza giornata di campionato contro la Lazio, realizzando al 35' il 2-1 per il Milan (4-1 il risultato finale).

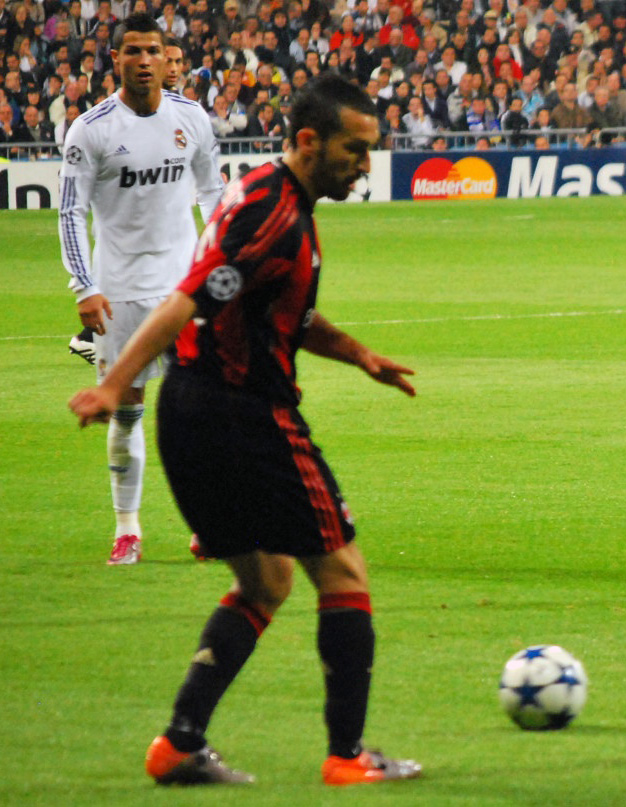
Zambrotta al Milan nel 2010, durante la sfida di Champions League sul campo del.

Il 7 maggio 2011 ha vinto lo scudetto, primo con i rossoneri e terzo personale, a due giornate dal termine del campionato grazie allo 0-0 contro la Roma. Il 6 agosto 2011 ha vinto la Supercoppa italiana con il Milan battendo l'Inter a Pechino per 2-1. Il 6 novembre 2011, nella sfida interna contro il Catania, Zambrotta è ritornato al gol dopo tre anni, segnando la rete del definitivo 4-0. Nelle quattro stagioni trascorse con la maglia rossonera, alla fine delle quali rimane svincolato, ha disputato 107 partite segnando 2 reti.
A dicembre 2012 il calciatore ha ripreso ad allenarsi con il Como, sua squadra di origine e di cui è presidente onorario; nel marzo 2013, non avendo ricevuto offerte dall'estero per riprendere l'attività agonistica, ha deciso di interrompere l'allenamento a Orsenigo continuando invece a frequentare il Master UEFA Pro a Coverciano (iniziato nell'ottobre 2012) per ottenere il patentino da allenatore di Prima Categoria.

##### Chiasso
Il 19 luglio 2013 ha firmato un contratto annuale, con opzione per il secondo anno, con il Chiasso, andando a ricoprire sia il ruolo di giocatore che di viceallenatore della formazione svizzera, entrando nello staff del tecnico Ernestino Ramella.
Ha esordito con la squadra ticinese l'11 agosto 2013 contro il Lugano (0-0), partita valevole per la 5ª giornata della Challenge League 2013-2014. Il 27 novembre 2013, dopo l'esonero di Ryszard Komornicki, ha assunto il ruolo di allenatore-giocatore fino al termine della stagione con la squadra all'ultimo posto in classifica. Dopo essere diventato allenatore ha di fatto concluso la carriera di calciatore dopo oltre 700 partite giocate e 10 trofei vinti in 20 anni tra club e Nazionali.

#### Nazionale

Zambrotta all'esordio in nazionale maggiore, il 10 febbraio 1999 a Pisa, nell'amichevole con la

Nel biennio 1998-2000 Zambrotta è stato un punto fermo della nazionale Under-21.
Poco prima di compiere 22 anni, il 10 febbraio 1999, ha esordito in nazionale maggiore con il CT Dino Zoff, nella partita amichevole Italia-Norvegia (0-0) disputata a Pisa. Da quel momento in poi diventa uno dei titolari inamovibili della nazionale e le sue prestazioni di alto livello convincono Zoff a convocarlo per il campionato d'Europa 2000. Esordisce l'11 giugno a Arnhem contro la Turchia, disputando poi tutte le partite degli azzurri fino alla semifinale contro i Paesi Bassi. In questa partita rimedia due ammonizioni in 19 minuti (al 15' e al 34') e viene espulso, perdendo la possibilità di scendere in campo nella finale persa al golden goal contro la Francia.
Con il CT Giovanni Trapattoni ha partecipato da titolare alla fase finale del campionato del mondo 2002 e del campionato d'Europa 2004, dove è stato inserito nella squadra ideale del torneo. Ha realizzato il suo primo gol in nazionale il 30 maggio 2004, nella partita amichevole Tunisia-Italia (0-4).

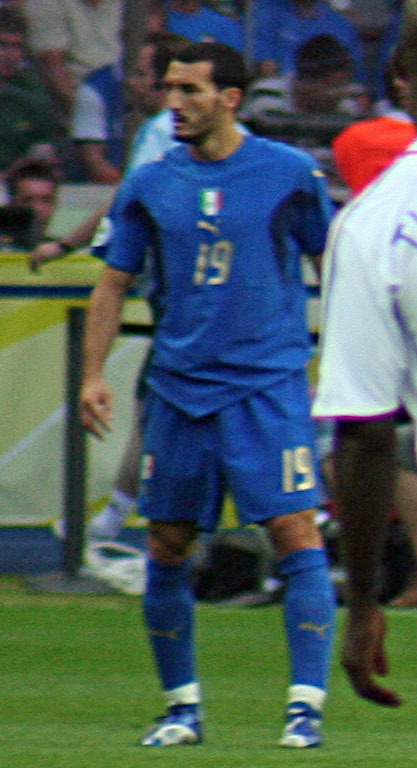
Zambrotta durante la vittoriosa finale del campionato mondiale di calcio 2006 contro la

Nel 2006, a 29 anni, ha vinto il Mondiale con la nazionale, giocando titolare come terzino destro. Zambrotta è stato un grande protagonista della manifestazione vinta dagli Azzurri in Germania, nella quale ha segnato il gol d'apertura nel quarto di finale contro l'Ucraina (3-0) e ha fornito anche un assist a Luca Toni, autore di una doppietta in quella partita. La FIFA lo ha poi inserito nell'All-Star Team del torneo.
Ha mantenuto il posto da titolare sia al campionato d'Europa 2008, nella gestione del CT Donadoni, sia nella Confederations Cup 2009, con il ritorno di Marcello Lippi.
Il 5 giugno 2010 ha disputato la sua prima gara da capitano dell'Italia alla sua 94ª presenza (nessun azzurro aveva atteso così tanto), in occasione della partita amichevole Svizzera-Italia (1-1).
Infine, ha partecipato anche al campionato del mondo 2010 in Sudafrica dove l'Italia campione in carica è stata eliminata al primo turno.
Nell'ottobre 2010 Zambrotta è stato convocato del nuovo CT Cesare Prandelli per le partite contro Irlanda del Nord e Serbia, valide per le qualificazioni all'Europeo 2012. Il 12 ottobre 2010 viene schierato come capitano nella gara contro la Serbia allo Stadio Luigi Ferraris di Genova. Questa partita, sospesa dopo 6 minuti per intemperanze dei tifosi ospiti con conseguente attribuzione all'Italia della vittoria per 3-0 a tavolino, è stata, a 33 anni, la sua ultima presenza in nazionale.
Con la nazionale italiana Zambrotta ha ottenuto 98 presenze e ha partecipato a 3 edizioni dei Mondiali e a 3 edizioni degli Europei.

### Allenatore
Il 27 novembre 2013 diviene allenatore del club elvetico, che si trovava al decimo posto della seconda serie svizzera. Il 14 maggio 2014 conquista la salvezza in campionato grazie alla vittoria nella penultima giornata contro il Bienne piazzandosi al terzultimo posto in classifica, dopo aver ottenuto 6 vittorie, 7 pareggi e 6 sconfitte in 19 partite.
Il 6 aprile 2015 viene esonerato dopo le sconfitte contro Bienne e Le Mont rispettivamente per 0-2 e 0-3 e dopo aver ottenuto 5 punti dal mese di febbraio.
Il 4 luglio 2016 diventa nuovo allenatore del Delhi Dynamos, nel campionato indiano, con Simone Barone come suo vice e con un contratto che termina a dicembre a fine campionato. Si piazza al terzo posto con eliminazione in semifinale.
Il 14 giugno 2017, insieme a Cristian Brocchi, viene presentato come assistente di Fabio Capello (suo allenatore alla Juventus) in Cina allo Jiangsu Suning. L’esperienza termina il 28 marzo 2018 con la rescissione di Capello.

### Dirigente
Dal 2006 al 2017 è stato presidente onorario del Como.
Con la nomina di Gabriele Gravina a presidente della FIGC il 22 ottobre 2018, Zambrotta viene scelto dall'Associazione Italiana Calciatori come consigliere federale. Sarà poi anche vicepresidente del settore tecnico federale sotto Demetrio Albertini.
Nel marzo 2019 viene scelto come ambasciatore per l’Europeo 2020.
Nel gennaio del 2023 viene ammesso al corso di Coverciano per diventare Responsabile di Settore Giovanile.

## Statistiche

### Presenze e reti nei club
| Stagione          | Squadra           | Campionato        | Campionato | Campionato | Coppe nazionali | Coppe nazionali | Coppe nazionali | Coppe continentali | Coppe continentali | Coppe continentali | Altre coppe | Altre coppe | Altre coppe | Totale | Totale |
| Stagione          | Squadra           | Comp              | Pres       | Reti       | Comp            | Pres            | Reti            | Comp               | Pres               | Reti               | Comp        | Pres        | Reti        | Pres   | Reti   |
| ----------------- | ----------------- | ----------------- | ---------- | ---------- | --------------- | --------------- | --------------- | ------------------ | ------------------ | ------------------ | ----------- | ----------- | ----------- | ------ | ------ |
| 1994-1995         | Como              | B                 | 1          | 0          | CI              | 0               | 0               | -                  | -                  | -                  | -           | -           | -           | 1      | 0      |
| 1995-1996         | Como              | C1                | 14         | 2          | CI+CI-C         | 1+?             | 0+?             | -                  | -                  | -                  | -           | -           | -           | 15+    | 2+     |
| 1996-1997         | Como              | C1                | 33         | 4          | CI+CI-C         | 1+7+            | 0+3+            | -                  | -                  | -                  | -           | -           | -           | 41+    | 7+     |
| Totale Como       | Totale Como       | Totale Como       | 48         | 6          |                 | 9+              | 3+              |                    | -                  | -                  |             | -           | -           | 57+    | 9+     |
| 1997-1998         | Bari              | A                 | 27         | 2          | CI              | 3               | 2               | -                  | -                  | -                  | -           | -           | -           | 30     | 4      |
| 1998-1999         | Bari              | A                 | 32         | 4          | CI              | 4               | 0               | -                  | -                  | -                  | -           | -           | -           | 36     | 4      |
| Totale Bari       | Totale Bari       | Totale Bari       | 59         | 6          |                 | 7               | 2               |                    | -                  | -                  |             | -           | -           | 66     | 8      |
| 1999-2000         | Juventus          | A                 | 32         | 1          | CI              | 2               | 0               | Int+CU             | 5+7                | 2+0                | -           | -           | -           | 45     | 3      |
| 2000-2001         | Juventus          | A                 | 29         | 3          | CI              | 0               | 0               | UCL                | 0                  | 0                  | -           | -           | -           | 29     | 3      |
| 2001-2002         | Juventus          | A                 | 32         | 1          | CI              | 6               | 1               | UCL                | 9                  | 0                  | -           | -           | -           | 47     | 2      |
| 2002-2003         | Juventus          | A                 | 26         | 1          | CI              | 3               | 0               | UCL                | 13                 | 0                  | SI          | 0           | 0           | 42     | 1      |
| 2003-2004         | Juventus          | A                 | 30         | 1          | CI              | 6               | 0               | UCL                | 5                  | 0                  | SI          | 1           | 0           | 42     | 1      |
| 2004-2005         | Juventus          | A                 | 36         | 0          | CI              | 0               | 0               | UCL                | 12                 | 0                  | -           | -           | -           | 48     | 0      |
| 2005-2006         | Juventus          | A                 | 32         | 0          | CI              | 2               | 0               | UCL                | 8                  | 0                  | SI          | 1           | 0           | 43     | 0      |
| Totale Juventus   | Totale Juventus   | Totale Juventus   | 217        | 7          |                 | 19              | 1               |                    | 59                 | 2                  |             | 2           | 0           | 297    | 10     |
| 2006-2007         | Barcellona        | PD                | 29         | 3          | CR              | 6               | 0               | UCL                | 6                  | 0                  | SS+SU+Cmc   | 1+0+2       | 0           | 44     | 3      |
| 2007-2008         | Barcellona        | PD                | 29         | 0          | CR              | 5               | 0               | UCL                | 7                  | 0                  | -           | -           | -           | 41     | 0      |
| Totale Barcellona | Totale Barcellona | Totale Barcellona | 58         | 3          |                 | 11              | 0               |                    | 13                 | 0                  |             | 3           | 0           | 85     | 3      |
| 2008-2009         | Milan             | A                 | 34         | 1          | CI              | 1               | 0               | CU                 | 6                  | 0                  | -           | -           | -           | 41     | 1      |
| 2009-2010         | Milan             | A                 | 24         | 0          | CI              | 1               | 0               | UCL                | 5                  | 0                  | -           | -           | -           | 30     | 0      |
| 2010-2011         | Milan             | A                 | 15         | 0          | CI              | 0               | 0               | UCL                | 5                  | 0                  | -           | -           | -           | 20     | 0      |
| 2011-2012         | Milan             | A                 | 12         | 1          | CI              | 0               | 0               | UCL                | 3                  | 0                  | SI          | 1           | 0           | 16     | 1      |
| Totale Milan      | Totale Milan      | Totale Milan      | 85         | 2          |                 | 2               | 0               |                    | 19                 | 0                  |             | 1           | 0           | 107    | 2      |
| 2013-2014         | Chiasso           | CL                | 10         | 2          | CS              | 1               | 0               | -                  | -                  | -                  | -           | -           | -           | 11     | 2      |
| Totale carriera   | Totale carriera   | Totale carriera   | 477        | 26         |                 | 49+             | 6+              |                    | 91                 | 2                  |             | 6           | 0           | 623+   | 34+    |

### Cronologia presenze e reti in nazionale
| Cronologia completa delle presenze e delle reti in nazionale ― Italia | Cronologia completa delle presenze e delle reti in nazionale ― Italia | Cronologia completa delle presenze e delle reti in nazionale ― Italia | Cronologia completa delle presenze e delle reti in nazionale ― Italia | Cronologia completa delle presenze e delle reti in nazionale ― Italia | Cronologia completa delle presenze e delle reti in nazionale ― Italia | Cronologia completa delle presenze e delle reti in nazionale ― Italia | Cronologia completa delle presenze e delle reti in nazionale ― Italia |
| Data                                                                  | Città                                                                 | In casa                                                               | Risultato                                                             | Ospiti                                                                | Competizione                                                          | Reti                                                                  | Note                                                                  |
| --------------------------------------------------------------------- | --------------------------------------------------------------------- | --------------------------------------------------------------------- | --------------------------------------------------------------------- | --------------------------------------------------------------------- | --------------------------------------------------------------------- | --------------------------------------------------------------------- | --------------------------------------------------------------------- |
| 10-2-1999                                                             | Pisa                                                                  | Italia                                                                | 0 – 0                                                                 | Norvegia                                                              | Amichevole                                                            | -                                                                     | 62’                                                                   |
| 28-4-1999                                                             | Zagabria                                                              | Croazia                                                               | 0 – 0                                                                 | Italia                                                                | Amichevole                                                            | -                                                                     | 46’                                                                   |
| 9-10-1999                                                             | Minsk                                                                 | Bielorussia                                                           | 0 – 0                                                                 | Italia                                                                | Qual. Euro 2000                                                       | -                                                                     |                                                                       |
| 29-3-2000                                                             | Barcellona                                                            | Spagna                                                                | 2 – 0                                                                 | Italia                                                                | Amichevole                                                            | -                                                                     | 46’                                                                   |
| 26-4-2000                                                             | Reggio Calabria                                                       | Italia                                                                | 2 – 0                                                                 | Portogallo                                                            | Amichevole                                                            | -                                                                     |                                                                       |
| 3-6-2000                                                              | Oslo                                                                  | Norvegia                                                              | 1 – 0                                                                 | Italia                                                                | Amichevole                                                            | -                                                                     |                                                                       |
| 11-6-2000                                                             | Arnhem                                                                | Turchia                                                               | 1 – 2                                                                 | Italia                                                                | Euro 2000 - 1º turno                                                  | -                                                                     |                                                                       |
| 14-6-2000                                                             | Bruxelles                                                             | Italia                                                                | 2 – 0                                                                 | Belgio                                                                | Euro 2000 - 1º turno                                                  | -                                                                     |                                                                       |
| 24-6-2000                                                             | Bruxelles                                                             | Italia                                                                | 2 – 0                                                                 | Romania                                                               | Euro 2000 - Quarti                                                    | -                                                                     |                                                                       |
| 29-6-2000                                                             | Amsterdam                                                             | Italia                                                                | 0 – 0 dts (3-1 dtr)                                                   | Paesi Bassi                                                           | Euro 2000 - Semifinale                                                | -                                                                     | 16’, 33’                                                              |
| 3-9-2000                                                              | Budapest                                                              | Ungheria                                                              | 2 – 2                                                                 | Italia                                                                | Qual. Mondiali 2002                                                   | -                                                                     |                                                                       |
| 24-3-2001                                                             | Bucarest                                                              | Romania                                                               | 0 – 2                                                                 | Italia                                                                | Qual. Mondiali 2002                                                   | -                                                                     |                                                                       |
| 28-3-2001                                                             | Trieste                                                               | Italia                                                                | 4 – 0                                                                 | Lituania                                                              | Qual. Mondiali 2002                                                   | -                                                                     |                                                                       |
| 25-4-2001                                                             | Perugia                                                               | Italia                                                                | 1 – 0                                                                 | Sudafrica                                                             | Amichevole                                                            | -                                                                     | 70’                                                                   |
| 2-6-2001                                                              | Tbilisi                                                               | Georgia                                                               | 1 – 2                                                                 | Italia                                                                | Qual. Mondiali 2002                                                   | -                                                                     |                                                                       |
| 1-9-2001                                                              | Kaunas                                                                | Lituania                                                              | 0 – 0                                                                 | Italia                                                                | Qual. Mondiali 2002                                                   | -                                                                     | 78’                                                                   |
| 5-9-2001                                                              | Piacenza                                                              | Italia                                                                | 1 – 0                                                                 | Marocco                                                               | Amichevole                                                            | -                                                                     | 62’                                                                   |
| 6-10-2001                                                             | Parma                                                                 | Italia                                                                | 1 – 0                                                                 | Ungheria                                                              | Qual. Mondiali 2002                                                   | -                                                                     | 80’                                                                   |
| 7-11-2001                                                             | Saitama                                                               | Giappone                                                              | 1 – 1                                                                 | Italia                                                                | Amichevole                                                            | -                                                                     |                                                                       |
| 13-2-2002                                                             | Catania                                                               | Italia                                                                | 1 – 0                                                                 | Stati Uniti                                                           | Amichevole                                                            | -                                                                     | 46’                                                                   |
| 27-3-2002                                                             | Leeds                                                                 | Inghilterra                                                           | 1 – 2                                                                 | Italia                                                                | Amichevole                                                            | -                                                                     |                                                                       |
| 17-4-2002                                                             | Milano                                                                | Italia                                                                | 1 – 1                                                                 | Uruguay                                                               | Amichevole                                                            | -                                                                     | 76’                                                                   |
| 18-5-2002                                                             | Praga                                                                 | Rep. Ceca                                                             | 1 – 0                                                                 | Italia                                                                | Amichevole                                                            | -                                                                     | 70’                                                                   |
| 3-6-2002                                                              | Sapporo                                                               | Italia                                                                | 2 – 0                                                                 | Ecuador                                                               | Mondiali 2002 - 1º turno                                              | -                                                                     |                                                                       |
| 8-6-2002                                                              | Kashima                                                               | Italia                                                                | 1 – 2                                                                 | Croazia                                                               | Mondiali 2002 - 1º turno                                              | -                                                                     |                                                                       |
| 13-6-2002                                                             | Ōita                                                                  | Italia                                                                | 1 – 1                                                                 | Messico                                                               | Mondiali 2002 - 1º turno                                              | -                                                                     |                                                                       |
| 18-6-2002                                                             | Daejeon                                                               | Italia                                                                | 1 – 2 gg                                                              | Corea del Sud                                                         | Mondiali 2002 - Ottavi                                                | -                                                                     | 72’                                                                   |
| 12-2-2003                                                             | Genova                                                                | Italia                                                                | 1 – 0                                                                 | Portogallo                                                            | Amichevole                                                            | -                                                                     |                                                                       |
| 29-3-2003                                                             | Palermo                                                               | Italia                                                                | 2 – 0                                                                 | Finlandia                                                             | Qual. Euro 2004                                                       | -                                                                     |                                                                       |
| 11-6-2003                                                             | Helsinki                                                              | Finlandia                                                             | 0 – 2                                                                 | Italia                                                                | Qual. Euro 2004                                                       | -                                                                     |                                                                       |
| 20-8-2003                                                             | Stoccarda                                                             | Germania                                                              | 0 – 1                                                                 | Italia                                                                | Amichevole                                                            | -                                                                     |                                                                       |
| 6-9-2003                                                              | Milano                                                                | Italia                                                                | 4 – 0                                                                 | Galles                                                                | Qual. Euro 2004                                                       | -                                                                     |                                                                       |
| 10-9-2003                                                             | Belgrado                                                              | Serbia e Montenegro                                                   | 1 – 1                                                                 | Italia                                                                | Qual. Euro 2004                                                       | -                                                                     |                                                                       |
| 11-10-2003                                                            | Reggio Calabria                                                       | Italia                                                                | 4 – 0                                                                 | Azerbaigian                                                           | Qual. Euro 2004                                                       | -                                                                     |                                                                       |
| 16-11-2003                                                            | Ancona                                                                | Italia                                                                | 1 – 0                                                                 | Romania                                                               | Amichevole                                                            | -                                                                     |                                                                       |
| 28-4-2004                                                             | Genova                                                                | Italia                                                                | 1 – 1                                                                 | Spagna                                                                | Amichevole                                                            | -                                                                     |                                                                       |
| 30-5-2004                                                             | Tunisi                                                                | Tunisia                                                               | 0 – 4                                                                 | Italia                                                                | Amichevole                                                            | 1                                                                     |                                                                       |
| 14-6-2004                                                             | Guimarães                                                             | Danimarca                                                             | 0 – 0                                                                 | Italia                                                                | Euro 2004 - 1º turno                                                  | -                                                                     |                                                                       |
| 18-6-2004                                                             | Porto                                                                 | Italia                                                                | 1 – 1                                                                 | Svezia                                                                | Euro 2004 - 1º turno                                                  | -                                                                     |                                                                       |
| 22-6-2004                                                             | Guimarães                                                             | Italia                                                                | 2 – 1                                                                 | Bulgaria                                                              | Euro 2004 - 1º turno                                                  | -                                                                     |                                                                       |
| 18-8-2004                                                             | Reykjavík                                                             | Islanda                                                               | 2 – 0                                                                 | Italia                                                                | Amichevole                                                            | -                                                                     | 58’                                                                   |
| 4-9-2004                                                              | Palermo                                                               | Italia                                                                | 2 – 1                                                                 | Norvegia                                                              | Qual. Mondiali 2006                                                   | -                                                                     |                                                                       |
| 8-9-2004                                                              | Chișinău                                                              | Moldavia                                                              | 0 – 1                                                                 | Italia                                                                | Qual. Mondiali 2006                                                   | -                                                                     |                                                                       |
| 9-10-2004                                                             | Celje                                                                 | Slovenia                                                              | 1 – 0                                                                 | Italia                                                                | Qual. Mondiali 2006                                                   | -                                                                     |                                                                       |
| 13-10-2004                                                            | Parma                                                                 | Italia                                                                | 4 – 3                                                                 | Bielorussia                                                           | Qual. Mondiali 2006                                                   | -                                                                     |                                                                       |
| 4-6-2005                                                              | Oslo                                                                  | Norvegia                                                              | 0 – 0                                                                 | Italia                                                                | Qual. Mondiali 2006                                                   | -                                                                     |                                                                       |
| 17-8-2005                                                             | Dublino                                                               | Irlanda                                                               | 1 – 2                                                                 | Italia                                                                | Amichevole                                                            | -                                                                     |                                                                       |
| 3-9-2005                                                              | Glasgow                                                               | Scozia                                                                | 1 – 1                                                                 | Italia                                                                | Qual. Mondiali 2006                                                   | -                                                                     |                                                                       |
| 8-10-2005                                                             | Palermo                                                               | Italia                                                                | 1 – 0                                                                 | Slovenia                                                              | Qual. Mondiali 2006                                                   | -                                                                     |                                                                       |
| 12-10-2005                                                            | Lecce                                                                 | Italia                                                                | 2 – 1                                                                 | Moldavia                                                              | Qual. Mondiali 2006                                                   | -                                                                     | 62’                                                                   |
| 12-11-2005                                                            | Amsterdam                                                             | Paesi Bassi                                                           | 1 – 3                                                                 | Italia                                                                | Amichevole                                                            | -                                                                     |                                                                       |
| 16-11-2005                                                            | Ginevra                                                               | Italia                                                                | 1 – 1                                                                 | Costa d'Avorio                                                        | Amichevole                                                            | -                                                                     | 62’                                                                   |
| 17-6-2006                                                             | Kaiserslautern                                                        | Italia                                                                | 1 – 1                                                                 | Stati Uniti                                                           | Mondiali 2006 - 1º turno                                              | -                                                                     |                                                                       |
| 22-6-2006                                                             | Amburgo                                                               | Rep. Ceca                                                             | 0 – 2                                                                 | Italia                                                                | Mondiali 2006 - 1º turno                                              | -                                                                     |                                                                       |
| 26-6-2006                                                             | Kaiserslautern                                                        | Italia                                                                | 1 – 0                                                                 | Australia                                                             | Mondiali 2006 - Ottavi                                                | -                                                                     |                                                                       |
| 30-6-2006                                                             | Amburgo                                                               | Italia                                                                | 3 – 0                                                                 | Ucraina                                                               | Mondiali 2006 - Quarti                                                | 1                                                                     |                                                                       |
| 4-7-2006                                                              | Dortmund                                                              | Germania                                                              | 0 – 2 dts                                                             | Italia                                                                | Mondiali 2006 - Semifinale                                            | -                                                                     |                                                                       |
| 9-7-2006                                                              | Berlino                                                               | Italia                                                                | 1 – 1 dts (5-3 dtr)                                                   | Francia                                                               | Mondiali 2006 - Finale                                                | -                                                                     | 4º titolo mondiale                                                    |
| 6-9-2006                                                              | Parigi                                                                | Francia                                                               | 3 – 1                                                                 | Italia                                                                | Qual. Euro 2008                                                       | -                                                                     |                                                                       |
| 7-10-2006                                                             | Roma                                                                  | Italia                                                                | 2 – 0                                                                 | Ucraina                                                               | Qual. Euro 2008                                                       | -                                                                     |                                                                       |
| 11-10-2006                                                            | Tbilisi                                                               | Georgia                                                               | 1 – 3                                                                 | Italia                                                                | Qual. Euro 2008                                                       | -                                                                     |                                                                       |
| 15-11-2006                                                            | Bergamo                                                               | Italia                                                                | 1 – 1                                                                 | Turchia                                                               | Amichevole                                                            | -                                                                     | 71’                                                                   |
| 28-3-2007                                                             | Bari                                                                  | Italia                                                                | 2 – 0                                                                 | Scozia                                                                | Qual. Euro 2008                                                       | -                                                                     |                                                                       |
| 6-6-2007                                                              | Kaunas                                                                | Lituania                                                              | 0 – 2                                                                 | Italia                                                                | Qual. Euro 2008                                                       | -                                                                     |                                                                       |
| 22-8-2007                                                             | Budapest                                                              | Ungheria                                                              | 3 – 1                                                                 | Italia                                                                | Amichevole                                                            | -                                                                     |                                                                       |
| 8-9-2007                                                              | Milano                                                                | Italia                                                                | 0 – 0                                                                 | Francia                                                               | Qual. Euro 2008                                                       | -                                                                     |                                                                       |
| 12-9-2007                                                             | Kiev                                                                  | Ucraina                                                               | 1 – 2                                                                 | Italia                                                                | Qual. Euro 2008                                                       | -                                                                     |                                                                       |
| 17-11-2007                                                            | Glasgow                                                               | Scozia                                                                | 1 – 2                                                                 | Italia                                                                | Qual. Euro 2008                                                       | -                                                                     |                                                                       |
| 6-2-2008                                                              | Zurigo                                                                | Italia                                                                | 3 – 1                                                                 | Portogallo                                                            | Amichevole                                                            | -                                                                     | 29’                                                                   |
| 26-3-2008                                                             | Elche                                                                 | Spagna                                                                | 1 – 0                                                                 | Italia                                                                | Amichevole                                                            | -                                                                     | 69’                                                                   |
| 30-5-2008                                                             | Firenze                                                               | Italia                                                                | 3 – 1                                                                 | Belgio                                                                | Amichevole                                                            | -                                                                     |                                                                       |
| 9-6-2008                                                              | Berna                                                                 | Paesi Bassi                                                           | 3 – 0                                                                 | Italia                                                                | Euro 2008 - 1º turno                                                  | -                                                                     |                                                                       |
| 13-6-2008                                                             | Zurigo                                                                | Italia                                                                | 1 – 1                                                                 | Romania                                                               | Euro 2008 - 1º turno                                                  | -                                                                     |                                                                       |
| 17-6-2008                                                             | Zurigo                                                                | Francia                                                               | 0 – 2                                                                 | Italia                                                                | Euro 2008 - 1º turno                                                  | -                                                                     |                                                                       |
| 22-6-2008                                                             | Vienna                                                                | Spagna                                                                | 0 – 0 dts (4-2 dtr)                                                   | Italia                                                                | Euro 2008 - Quarti                                                    | -                                                                     |                                                                       |
| 20-8-2008                                                             | Nizza                                                                 | Italia                                                                | 2 – 2                                                                 | Austria                                                               | Amichevole                                                            | -                                                                     | 70’                                                                   |
| 6-9-2008                                                              | Larnaca                                                               | Cipro                                                                 | 1 – 2                                                                 | Italia                                                                | Qual. Mondiali 2010                                                   | -                                                                     |                                                                       |
| 10-9-2008                                                             | Udine                                                                 | Italia                                                                | 2 – 0                                                                 | Georgia                                                               | Qual. Mondiali 2010                                                   | -                                                                     |                                                                       |
| 11-10-2008                                                            | Sofia                                                                 | Bulgaria                                                              | 0 – 0                                                                 | Italia                                                                | Qual. Mondiali 2010                                                   | -                                                                     |                                                                       |
| 15-10-2008                                                            | Lecce                                                                 | Italia                                                                | 2 – 1                                                                 | Montenegro                                                            | Qual. Mondiali 2010                                                   | -                                                                     |                                                                       |
| 10-2-2009                                                             | Londra                                                                | Brasile                                                               | 2 – 0                                                                 | Italia                                                                | Amichevole                                                            | -                                                                     |                                                                       |
| 28-3-2009                                                             | Podgorica                                                             | Montenegro                                                            | 0 – 2                                                                 | Italia                                                                | Qual. Mondiali 2010                                                   | -                                                                     |                                                                       |
| 1-4-2009                                                              | Bari                                                                  | Italia                                                                | 1 – 1                                                                 | Irlanda                                                               | Qual. Mondiali 2010                                                   | -                                                                     |                                                                       |
| 10-6-2009                                                             | Pretoria                                                              | Italia                                                                | 4 – 3                                                                 | Nuova Zelanda                                                         | Amichevole                                                            | -                                                                     | 66’                                                                   |
| 15-6-2009                                                             | Pretoria                                                              | Stati Uniti                                                           | 1 – 3                                                                 | Italia                                                                | Conf. Cup 2009 - 1º turno                                             | -                                                                     |                                                                       |
| 18-6-2009                                                             | Johannesburg                                                          | Egitto                                                                | 1 – 0                                                                 | Italia                                                                | Conf. Cup 2009 - 1º turno                                             | -                                                                     |                                                                       |
| 21-6-2009                                                             | Pretoria                                                              | Italia                                                                | 0 – 3                                                                 | Brasile                                                               | Conf. Cup 2009 - 1º turno                                             | -                                                                     |                                                                       |
| 12-8-2009                                                             | Basilea                                                               | Svizzera                                                              | 0 – 0                                                                 | Italia                                                                | Amichevole                                                            | -                                                                     | 46’                                                                   |
| 5-9-2009                                                              | Tbilisi                                                               | Georgia                                                               | 0 – 2                                                                 | Italia                                                                | Qual. Mondiali 2010                                                   | -                                                                     |                                                                       |
| 9-9-2009                                                              | Torino                                                                | Italia                                                                | 2 – 0                                                                 | Bulgaria                                                              | Qual. Mondiali 2010                                                   | -                                                                     |                                                                       |
| 10-10-2009                                                            | Dublino                                                               | Irlanda                                                               | 2 – 2                                                                 | Italia                                                                | Qual. Mondiali 2010                                                   | -                                                                     |                                                                       |
| 14-11-2009                                                            | Pescara                                                               | Italia                                                                | 0 – 0                                                                 | Paesi Bassi                                                           | Amichevole                                                            | -                                                                     |                                                                       |
| 3-6-2010                                                              | Bruxelles                                                             | Italia                                                                | 1 – 2                                                                 | Messico                                                               | Amichevole                                                            | -                                                                     | 63’                                                                   |
| 5-6-2010                                                              | Ginevra                                                               | Svizzera                                                              | 1 – 1                                                                 | Italia                                                                | Amichevole                                                            | -                                                                     | Cap. 81’                                                              |
| 14-6-2010                                                             | Città del Capo                                                        | Italia                                                                | 1 – 1                                                                 | Paraguay                                                              | Mondiali 2010 - 1º turno                                              | -                                                                     |                                                                       |
| 20-6-2010                                                             | Nelspruit                                                             | Italia                                                                | 1 – 1                                                                 | Nuova Zelanda                                                         | Mondiali 2010 - 1º turno                                              | -                                                                     |                                                                       |
| 24-6-2010                                                             | Johannesburg                                                          | Slovacchia                                                            | 3 – 2                                                                 | Italia                                                                | Mondiali 2010 - 1º turno                                              | -                                                                     |                                                                       |
| 12-10-2010                                                            | Genova                                                                | Italia                                                                | 3 – 0 tav                                                             | Serbia                                                                | Qual. Euro 2012                                                       | -                                                                     | Cap.                                                                  |
| Totale                                                                |                                                                       | Presenze (9º posto)                                                   | 98                                                                    |                                                                       | Reti                                                                  | 2                                                                     |                                                                       |

### Statistiche da allenatore
Statistiche aggiornate al 2 dicembre 2016.
| Stagione        | Squadra         | Campionato      | Campionato | Campionato | Campionato | Campionato | Coppe nazionali | Coppe nazionali | Coppe nazionali | Coppe nazionali | Coppe nazionali | Coppe continentali | Coppe continentali | Coppe continentali | Coppe continentali | Coppe continentali | Altre coppe | Altre coppe | Altre coppe | Altre coppe | Altre coppe | Totale | Totale | Totale | Totale | % Vittorie | Piazzamento |
| Stagione        | Squadra         | Comp            | G          | V          | N          | P          | Comp            | G               | V               | N               | P               | Comp               | G                  | V                  | N                  | P                  | Comp        | G           | V           | N           | P           | G      | V      | N      | P      | %          | Piazzamento |
| --------------- | --------------- | --------------- | ---------- | ---------- | ---------- | ---------- | --------------- | --------------- | --------------- | --------------- | --------------- | ------------------ | ------------------ | ------------------ | ------------------ | ------------------ | ----------- | ----------- | ----------- | ----------- | ----------- | ------ | ------ | ------ | ------ | ---------- | ----------- |
| nov. 2013-2014  | Chiasso         | CL              | 20         | 6          | 7          | 7          | CS              | 0               | 0               | 0               | 0               | -                  | -                  | -                  | -                  | -                  | -           | -           | -           | -           | -           | 20     | 6      | 7      | 7      | 30,00      | Sub. 8º     |
| 2014-apr. 2015  | Chiasso         | CL              | 26         | 6          | 6          | 14         | CS              | 2               | 1               | 0               | 1               | -                  | -                  | -                  | -                  | -                  | -           | -           | -           | -           | -           | 28     | 7      | 6      | 15     | 25,00      | Eson.       |
| Totale Chiasso  | Totale Chiasso  | Totale Chiasso  | 46         | 12         | 13         | 21         |                 | 2               | 1               | 0               | 1               |                    | -                  | -                  | -                  | -                  |             | -           | -           | -           | -           | 48     | 13     | 13     | 22     | 27,08      |             |
| 2016            | Delhi Dynamos   | ISL             | 14+2       | 5+1        | 6          | 3+1        | -               | -               | -               | -               | -               | -                  | -                  | -                  | -                  | -                  | -           | -           | -           | -           | -           | 16     | 6      | 6      | 4      | 37,50      | 3º          |
| Totale carriera | Totale carriera | Totale carriera | 62         | 18         | 19         | 25         |                 | 2               | 1               | 0               | 1               |                    | -                  | -                  | -                  | -                  |             | -           | -           | -           | -           | 64     | 19     | 19     | 26     | 29,69      |             |

## Palmarès

### Giocatore

#### Club

##### Competizioni nazionali
- Coppa Italia Serie C: 1

Como: 1996-1997
- Campionato italiano: 3

Juventus: 2001-2002, 2002-2003
Milan: 2010-2011
- Campionato italiano: 1 (revocato)

Juventus: 2004-2005
- Supercoppa italiana: 3

Juventus: 2002, 2003
Milan: 2011
- Supercoppa di Spagna: 1

Barcellona: 2006

##### Competizioni internazionali
- Coppa Intertoto UEFA: 1

Juventus: 1999

#### Nazionale
- Campionato mondiale: 1

Germania 2006

#### Individuale
- Squadra ideale dell'Europeo: 1

Portogallo 2004
- All-Star Team del Mondiale: 1

Germania 2006
- FIFPro World XI: 1

2005-2006